# 齐天羽
齐天羽（1993年1月22日—），出生于山东省济南市 ，是一名中国足球运动员，现效力中国足球超级联赛球队山东泰山，司职右后卫、中场。

## 俱乐部生涯
齐天羽自幼加入鲁能泰山足球学校，2011年加入山东鲁能泰山梯队以山东青年的名义参加2011年中国足球乙级联赛。他在2011赛季中出场16次，射进2球。7月23日，他在山东青年客场4比0击败青海青年的比赛中打进足球生涯的首个联赛进球。8月13日，他在山东青年主场4比0击败青岛青科的比赛中射进该赛季的另外一个进球。2012年，齐天羽被新任主教练亨克·滕卡特提升到山东鲁能泰山征战2012年中国足球超级联赛的预备队名单。

## 国家队生涯
2011年9月，由于在潍坊杯中的出色表现，齐天羽被荷兰教练里克林克选入中国国青队的集训名单。他入选国青队参加当年10月底至11月初进行的2012年亞足聯U19青年錦標賽資格賽名单。在中国国青队参加的四场资格赛中，齐天羽以主力身份出场二次（第二场对阵新加坡，第三场对阵澳门），替补身份出场一次（第四场对阵澳大利亚），并在11比0击败新加坡的比赛中射进一个点球，帮助国青队以2胜1平1负的成绩晋级正选赛。

## 荣誉

### 山东泰山
- 中国足球超级联赛冠军：2021
- 中国足协杯：2020、2021
- 中国足球协会超级杯：2015